# ロン・フリーマン
ロン・フリーマン (Ronald ("Ron") J. Freeman II、1947年6月12日 - )は、アメリカ合衆国の陸上競技選手。1968年メキシコシティーオリンピックの金メダリストである。

## 経歴
フリーマンは、アメリカ国内ではタイトルとは無縁であった。しかし、1968年のオリンピックシーズンに彼は選手としてのピークを迎える。オリンピック選考会は、メキシコの高地を想定して、標高2250mのカリフォルニア州のエコーサミットで開催された。フリーマンは400mに出場。レースは1着のリー・エバンスが44秒0、2着のラリー・ジェームズが44秒1の世界新記録。ともにトミー・スミスが持っていた44秒5の世界記録を大きく上回るものであった。フリーマンは2人に次いで44秒6の好タイムで代表に選考された。
メキシコオリンピックの400m走は、アメリカの3人とも難なく決勝に進出を決めた。決勝のレースは、アメリカ選手の独擅場となる。エバンスは史上初の43秒台となる43秒86の世界新。ジェームズも43秒97と続き、フリーマンは、44秒41で銅メダルを獲得した。4位以下は45秒台のタイムであった。エバンスの世界記録は、その後1988年にブッチ・レイノルズに破られるまで、20年にわたり破られなかった。
さらに、4×400mリレーのレースは圧巻で、フリーマンと、ヴィンセント・マシューズ、ジェームズ、エバンスの4人で構成されたアメリカチームは、2位のケニアに3秒以上の大差をつけ、それまでの世界記録も3秒以上更新する2分56秒16の驚異的世界新記録を樹立。フリーマンは金メダルを獲得した。このとき樹立した世界記録は1992年バルセロナオリンピックでアメリカチームが破るまで24年間破られない最古の世界記録となった。表彰式で、4人の選手は帽子をかぶり、こぶしを掲げ、ブラックパワーを誇示する行動(ブラックパワー・サリュート)をとった。